# 雷于尼河
雷于尼河（法語：Gaves réunis，法語發音：[ɡav ʁeyni]，意为“合并的河”）是法国西南部的一条9.4千米长的河流。该河由波河与奥洛龙河汇流而成。 